# Bryconaethiops
Bryconaethiops is een geslacht van straalvinnige vissen uit de familie van de Afrikaanse karperzalmen (Alestidae).

## Soorten
- Bryconaethiops boulengeri Pellegrin, 1900
- Bryconaethiops macrops Boulenger, 1920
- Bryconaethiops microstoma Günther, 1873
- Bryconaethiops quinquesquamae Teugels & Thys van den Audenaerde, 1990
- Bryconaethiops yseuxi Boulenger, 1899